# إدي مارتن
إدي مارتن (بالإنجليزية: Eddie Martin)‏ (26 فبراير 1903 ببروكلين في الولايات المتحدة - 27 أغسطس 1968) هو ملاكم أمريكي، صنّف ضمن فئة وزن البانتام ‏.

## إحصائيات
خاض خلال مسيرته 101 نزالا، فاز في 82 وتعادل في 4 وخسر في 14. فاز بالضربة القاضية في 29 نزالا.

## روابط خارجية
- إدي مارتن على موقع بوكس ريك (الإنجليزية) (registration required)